# جوانیتا مور
جوانیتا مور (انگلیسی: Juanita Moore؛ ۱۹ اکتبر ۱۹۱۴ – ۱ ژانویهٔ ۲۰۱۴) یک هنرپیشه اهل ایالات متحده آمریکا بود. وی بین سال‌های ۱۹۴۲ تا ۲۰۰۱ میلادی فعالیت می‌کرد.

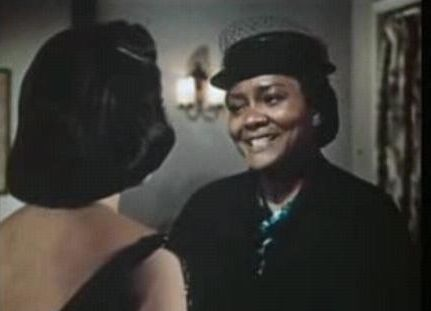
جوانیتا مور در سال ۱۹۵۹

از فیلم‌های او می‌توان به خون‌بها!، همسر اوهارا و بچه اشاره نمود.